# Pseudozarba opella
Pseudozarba opella is een vlinder van de familie van de uilen (Noctuidae). De wetenschappelijke naam van deze soort is voor het eerst voorgesteld als Acontia opella door Charles Swinhoe in een publicatie uit 1885.
De soort komt voor in Kaapverdië, Gambia, Niger, Soedan, Eritrea, Somalië, Ghana, Nigeria, Kenia, Zimbabwe en Zuid-Afrika.